# Lee's Summit
Lee's Summit is een plaats (city) in de Amerikaanse staat Missouri, en valt bestuurlijk gezien onder Cass County en Jackson County.

## Demografie
Bij de volkstelling in 2000 werd het aantal inwoners vastgesteld op 70.700.
In 2006 is het aantal inwoners door het United States Census Bureau geschat op 81.913, een stijging van 11213 (15,9%).

## Geografie
Volgens het United States Census Bureau beslaat de plaats een oppervlakte van
159,7 km², waarvan 154,1 km² land en 5,6 km² water.

## Plaatsen in de nabije omgeving
De onderstaande figuur toont nabijgelegen plaatsen in een straal van 12 km rond Lee's Summit.

## Geboren
- Pat Metheny (1954), jazzgitarist
- Matt Tegenkamp (1982), atleet